# فهرست رودهای آسیا

## فهرسترودهایآسیا
- آمودریا(جیهون) - افغانستان، ترکمنستان، ازبکستان - دریاچه آرال
- رود آمور - Northeastern China, روسیه (سیبری) - دریای اختسک
- رود آنگارا
- رود آرگون - روسیه، چین
- ارس - ایران، ارمنستان، جمهوری آذربایجان، ترکیه
- اترک - ایران، ترکمنستان
- Badulu Oya - سری‌لانکا
- Bentara River - سری‌لانکا
- Bhima River (مهاراشترا)-هند
- Buriganga River - بنگلادش
- Büyük Menderes(Maeander) - ترکیه
- رود براهماپوترا - چین (تبت), هند (آسام), بنگلادش - خلیج بنگال
- Cagayan River (Cagayan de Oro)- فیلیپین (کاگایان د اورو)
- Cagayan River - فیلیپین (لوزون)
- Chambal River - هند
- رود چائو فرایا - تایلند - خلیج تایلند
- چناب - هند و پاکستان
- Deduru Oya River - سری‌لانکا
- Devi River - هند
- فرات (Fırat) - ترکیه، سوریه، عراق
- Gal Oya River - سری‌لانکا
- گنگ (رود) - هند
- Ghaggar River
- Gin River  - سری‌لانکا
- Ga'aton River- اسرائیل
- گوداواری - هند
- رودخانه‌های - چین - دریای زرد
- رود هان (کره) - کره - دریای زرد
- هری‌رود - افغانستان و ترکمنستان
- هیرمند - افغانستان و ایران
- Hatton Oya - سری‌لانکا
- رود هوآی - جمهوری خلق چین - دریای زرد
- Huangpu River - جمهوری خلق چین
- Hululu Ganga - سری‌لانکا
- رود زرد (خوانگ خه یا هوانگ هو)- جمهوری خلق چین
- سند (رود) - جمهوری خلق چین (تبت), پاکستان
- رود ایراوادی - میانمار
- ایرتیش -روسیه، قزاقستان - دریاچه زایسان - چین
- Jamuna -بنگلادش
- جهلم (رود) - هند، پاکستان
- رود اردن - اسرائیل، اردن
- Kala Oya River - سری‌لانکا
- Kalu River  - سری‌لانکا
- رود کامه - روسیه
- Kanakarayan Aru - سری‌لانکا
- Kapuas - بورنئو
- Karakash - چین
- Karatash River - سین‌کیانگ چین
- Karnaphuli - هند، بنگلادش
- کارون - ایران
- Kaveri River - هند
- Kelani River - سری‌لانکا
- خابور ترکیه، سوریه
- Kishon River - اسرائیل
- قزل‌ایرماق، قزل‌ایرماق - ترکیه
- رود کریشنا - هند - خلیج بنگال
- رود کولیما - روسیه (سیبری)
- رود کرخه - ایران، عراق
- Kotmale Oya - سری‌لانکا
- Küçük Menderes ( Cayster ) - ترکیه
- رود لنا - روسیه (سیبری)
- Lijiang
- Lishui (Li)- چین
- رود لیائو - Northeast China - دریای بوهای
- Litani River - لبنان
- Loboc River - بهل، فیلیپین
- Luni River - راجستان، هند
- Maduru Oya River - سری‌لانکا
- Mae Sai River -میانمار (Tachileik) -تایلند (Mae Sai)
- Maha Oya River - سری‌لانکا
- Malwathu Oya River - سری‌لانکا
- Marikina River - فیلیپین (Marikina City، کلانشهر مانیل)
- Meghna-Bangladesh
- مکونگ - چین، لائوس، میانمار، تایلند، ویتنام، کامبوج.
- Menik River - سری‌لانکا
- Mindanao - فیلیپین
- Mahaweli River - سری‌لانکا
- Mahanadhi River (اودیسا)- هند
- Naf River -میانمار، بنگلادش
- Nagavalli River (Andhra)-هند
- Nakdong River - کره جنوبی - تنگه کره
- Nan River - تایلند
- نرمدا - هند (گجرات)
- Nilwala River - سری‌لانکا
- رود نیژنیایا تونگوسکا (Lower Tunguska) - روسیه
- رود اب - روسیه (سیبری) - خلیج اوب در اقیانوس منجمد شمالی
- Om - روسیه
- رود عاصی ('Asi) - لبنان، سوریه
- رود پاسیگ - فیلیپین (Pasig City و مانیل، کلانشهر مانیل)
- رود پرل (چین) - چین - دریای جنوبی چین
- Penna River-هند
- Periyar River-هند-کرالا
- Rajang River - مالزی- دریای جنوبی چین
- راوی (رودخانه) - هند، پاکستان
- رود سرخ (آسیا) - چین، ویتنام- دریای جنوبی چین
- Rio Grande de Mindanao - فیلیپین
- Sabarmati River -هند
- Sakarya River - ترکیه
- سالوین - چین (تبت، یون‌نان), میانمار، تایلند- دریای آندامان
- سفیدرود - ایران
- رود سلنگا - مغولستان، روسیه (سیبری)
- اروندرود - عراق، ایران - خلیج فارس
- Singapore River-سنگاپور، سنگاپور-Marina Reservoir
- سونگ هوا - Northeast China, روسیه (سیبری)
- رود ستلج - هند، پاکستان
- سیردریا (سیحون) - قزاقستان
- رود تاپتی (مهاراشترا)-هند
- دجله - ترکیه، سوریه، عراق
- رود تومن - چین، کره شمالی، روسیه - دریای ژاپن
- Tuo river - چین
- Thungabhadra (Karnataka & Andhra ) - هند
- Thamarabarani River (Tamil Nadu)-هند
- رود اورال - روسیه- قزاقستان
- Vaigai River - هند
- Wa River  - تایلند
- Walawe river - سری‌لانکا
- رود شی - چین
- Xiang - چین
- جمنا (رود)-هند
- رود یانگ‌تسه (رود یانگ‌تسه) - چین- دریای چین شرقی
- یالو (رودخانه) - کره شمالی، چین - خلیج کره در دریای زرد
- Yarkon River- اسرائیل
- رود زرد (Huang He) - چین - دریای زرد
- رود ینی‌سئی - روسیه (سیبری)
- رود ولگا - روسیه
- Yeşilırmak -ترکیه
- Yuan- چین
- Yurungkash  - چین (تکله‌مکان)
- رود زرافشان - تاجیکستان، ازبکستان
- Zijiang (Zi)- چین